# Roseanne Allen
Roseanne Allen (* 7. März 1954 in Aklavik, Nordwest-Territorien; † 20. Juni 2009 in Sault Sainte Marie, Ontario) war eine kanadische Skilangläuferin. Sie war eine der ersten Olympiateilnehmerinnen Kanadas, welche einem der First Nations genannten Indianerstämme des Landes angehörte.
Mit zehn Jahren begann Allen mit dem Skilanglauf. Bereits als 13-Jährige gewann sie 1968 bei den nationalen nordischen Juniorenskimeisterschaften die Goldmedaille über 5 km in Port Arthur. Damit war sie die bis dahin jüngste Medaillengewinnern. Daraufhin wurde sie ein Jahr später für die kanadische Nationalmannschaft nominiert. Bei den Olympischen Winterspielen 1972 in Sapporo trat sie mit den ebenfalls dem Gwich'in-Stamm angehörigen Zwillingsschwestern Shirley und Sharon Firth in der Staffel an. Sie belegten den zehnten Platz und blieben damit vor ihrem Dauerkonkurrenten USA. Im Einzelrennen über 5 km erreichte sie den 40. Rang.
1974 beendete Allen ihre aktive Karriere.
Im Juni 2009 starb Allen im Alter von 55 Jahren. Die Todesursache ist unbekannt.